# Lobopoma mitchelli
Lobopoma mitchelli är en insektsart som beskrevs av Popov, G.B. och Fishpool 1992. Lobopoma mitchelli ingår i släktet Lobopoma och familjen gräshoppor. Inga underarter finns listade i Catalogue of Life.